# Danide
Danide   (l'Hospitalet de Llobregat, 15 de gener de 1981), pseudònim de Daniel Deamo Fajol, és un il·lustrador i dibuixant de còmics català.
Es va formar a l'Escola Joso i, amb el seu germà Raúl, forma part del grup Deamo Bros, encarregant-se de les il·lustracions. Va debutar al món del còmic professional amb la sèrie, Mundo Absurdo a la revista Amaníaco el 2001 i l'any següent va publicar el seu primer còmic, Telekiller, asesinos a domicilio. Després de rebre la beca del premi Connecta't al Còmic del Carnet Jove el 2009, va publicar les tires còmiques Walter & Beep a la revista El Jueves i el 2011 va rebre el premi al millor còmic en català de l'any per Sèrie B.
En solitari, va participar en la revista Penthouse Comix i en col·laboració amb Marcos Prior va publicar Fagocitosis i Potlatch. També ha treballat com a il·lustrador per a empreses de publicitat, mitjans de comunicació i organismes oficials, així com per diverses editorials com Glénat, La Galera o Castellnou, destacant la seva col·laboració a la sèrie infantil Tiki Taka. Des de l'any 2016 publica periòdicament una historieta còmica, Exsolteros, a la revista El Jueves.

## Obres destacades
- Telekiller, asesinos a domicilio (2001)
- Sèrie B (2010), premi al millor còmic en català de 2011
- Fagocitosis (2011)
- Potlatch (2013)
- Exsolteros (2016)
- Aprendiz de Cuervo (2024)